# Абидоски списък
Плочи от Абидос е название на два царски списъка, произлизащи от Абидос.
Първият е намерен от археолога А. Мариет в храма на Сети I през 1864 г. – представлява списък на 76 фараони от Менес до Сети I и заема стените на един от коридорите на храма.
Вторият, известен от 1818 г., е открит в храма на Рамзес II и е пренесен в Британския музей. Той представлява копие на първия, но е доста повреден и съдържа само 29 имена на фараони. Въпреки това е послужил на Жан-Франсоа Шамполион при подреждането на династиите в неговия труд „Кратко ръководство в системата на йероглифите“.